# 減二度
減二度（Diminished Second，簡寫為d2）是音程的一種，需要符合以下的條件：
1. 組成音程的兩個音，它們音名必須為相鄰（A和B、B和C、C和D、D和E、E和F、F和G、G和A）。
2. 兩音的音距為0個半音。

除此之外，亦可以將減二度的音程關係理解為在小二度的基礎上再降一個變化半音（chromatic semitone）。
例如B到C♭或者B♯到C音之間的音程即為減二度的關係。
值得一提的是，在不同的定律方法中，自然半音與變化半音是有所不同的。舉例來說，從B至C的音程即為自然半音，而從B到B♯的音程則為變化半音。由於自然半音與變化半音在不同的定律方法中會有所不同，所以B♯並不是在所有情況下都與C音等同，它們之間的音程即為減二度。
由於減音程的關係，減二度被認為是一個不和諧的音程。